# Opération Delphin
Seconde Guerre mondiale
 Résistance dans l'Europe occupée par les nazis 
Opérations anti-partisans en Croatie
L'opération Delphin était une opération amphibie allemande anti-partisans dans l'État indépendant de Croatie durant la Seconde Guerre mondiale. Elle se déroula du 15 novembre 1943 au1er décembre 1943 dans des îles de Dalmatie.

## Objectif
L'objectif de la mission était de détruire les forces des partisans Yougoslaves installés sur les îles dalmates situées face à Zadar et Sibenik c'est-à-dire les îles Ugljan, Pašman, Iz, Sestrunj, Kornat, Zut, Dugi Otok et Molat
| \| Zadar Sibenik Ugljan Pašman Iz Sestrunj Kornat Zut Dugi Otok Molat \| |
| Zadar Sibenik Ugljan Pašman Iz Sestrunj Kornat Zut Dugi Otok Molat       |

## Ordre de bataille

### Forces de l'Axe
Les forces de l'Axe comportaient :
- 114e division de chasseurs (Jäger Division) comme unité principale, elle était secondée par :
- quelques éléments de la 264e division d'infanterie
- le Küstenjäger-Abteilung (bataillon de chasseurs côtiers) de la Panzergrenadier division Brandenburg
- le croiseur anti-aérien Niobe (en)
- 1 destroyer,
- plusieurs canonnières
- 2 bateaux à vapeur armés,
- 3 pontons automoteurs (Siebel ferries (en)),
- de nombreux navires plus petits
- des embarcations de débarquement.

### Forces de la résistance yougoslave
- Détachement Otočki (NOP)
- Unités navales du 3e district naval NOVJ

## L'opération
L'opération, qui était amphibie, s'est relativement bien passée et conformément au plan. 
Toutefois, les partisans, soucieux d'éviter un combat frontal avec les forces allemandes, qui leur aurait été fatal, ont esquivé les combats.  Certains d'entre eux se sont enfuis dans l'île de Vis située plus au sud dans l'Adriatique.

## Résultats
Bien qu'aucun rapport après cette action n'ai été trouvé, on suppose que cette opération ne fut pas d'un grand succès en particulier quant aux pertes infligées aux partisans.